# Еспас-Кіллі
Еспа́с-Кіллі́ (фр. l’Espace Killy) — єдина область катання на лижах, що об'єднує гірськолижні курорти Валь-д'Ізер (фр. Val d'Isere) і Тінь (фр. Tignes). Загалом обидва курорти мають 300 км гірськолижних трас різного рівня складності та близько сотні підйомників.

## Траси Еспас-Кіллі
Для гірськолижників середнього рівня трас предостатньо: Коль-де-Фрес (Col de Fresse), нескладний спуск від Солез (Solaise) до Ле-Лезінан (Le Laisinant) і далі до міста. Примітний і найдовший простий спуск по лощині Валлон-де-л'Ізеран (Vallon de l'Izeran) з висоти льодовика Піссейя до селі Ле-Форне, перепад висот на якому — цілих 1400 метрів.
У районі Бельвард (Bellevarde, 2827 м) розташована траса чоловічого швидкісного спуску. В Тіні теж роздолля для професіоналів — довга «чорна» траса Саш (Sache) на північному схилі, Тур-де-Прамеку (Tour de Pramecou) від льодовика Гранд-Мот (Grande Motte), західні схили пропонують катання поза трасами, серйозна "чорна"траса тягнеться від Товьер (Toviere, 2704 м) до Тінь-Ле-Лак (Tignes-Le-Lac).
Курорти Валь-д'Ізер і Тінь — обширна і різноманітна область катання для сноубордистів. Конкретно їм будуть цікаві траса Le Tour du Charvet, перевал Col Pers, долини Perdue і Les Danaides (включаючи знаменитий коридор Le Lavancher), два класичних маршруту від підйомника Bellevarde (крутий і глибокий коридор La Table і коридор Kern).

## Еспас-Кіллі цифрах
- 156 лижних трас: 23 «зелених», 66 «синіх», 40 «червоних» і 27 «чорних»
- 2 сноупарки
- 88 підйомників: 33 бугельних, 20 крісельних, 25 крісельних з відчіплюються затискачами, 4 гондольних, 4 вагонної канатки, 2 фунікулера, 4 безкоштовних підйомника
- великий вибір позатрасового катання
- 6 зон Naturide з непідготовленими трасами чорними
- зона, де можна навчитися користуватися лавинним датчиком ARVA
- 821 сніжна гармата
- більше 100 гірськолижних рятувальників
- 7 лижних шкіл